# Galū Shūr
Galū Shūr (persiska: گِلِ شور, گِلِه شور, Goleh Shūr, گُلِه شور, گلو شور) är en ort i Iran.   Den ligger i provinsen Chahar Mahal och Bakhtiari, i den centrala delen av landet, 400 km söder om huvudstaden Teheran. Galū Shūr ligger 1 656 meter över havet och antalet invånare är 173.
Terrängen runt Galū Shūr är bergig söderut, men norrut är den kuperad. Runt Galū Shūr är det ganska glesbefolkat, med 38 invånare per kvadratkilometer. Närmaste större samhälle är Malek Shīr, 2,9 km sydost om Galū Shūr. Omgivningarna runt Galū Shūr är i huvudsak ett öppet busklandskap.